# Veľký Kamenec
Veľký Kamenec est un village de Slovaquie situé dans la région de Košice.

## Histoire
Première mention écrite du village en 1280.
La localité fut annexée par la Hongrie après le premier arbitrage de Vienne le 2 novembre 1938. En 1938, on comptait 1171 habitants dont 72 d'origines juives. Elle faisait partie du district de Sátoraljaújhely (hongrois : Sátoraljaújhelyi járás). Le nom de la localité avant la Seconde Guerre mondiale était Veľký Kevežd/Nagy-Kövesd. Durant la période 1938 - 1944, le nom hongrois Nagykövesd était d'usage. À la libération, la commune a été réintégrée dans la Tchécoslovaquie reconstituée.

## Démographie

### Évolution de la population
| Année:               | 1994. | 2004.   | 2014.   | 2024.    |
| -------------------- | ----- | ------- | ------- | -------- |
| Nombre de personnes: | 886   | 838     | 797     | 693      |
| Différence:          |       | -5,41 % | -4,89 % | -13,04 % |

| Année:               | 2023. | 2024.   |
| -------------------- | ----- | ------- |
| Nombre de personnes: | 708   | 693     |
| Différence:          |       | -2,11 % |